# عايض علوش المطيري
عايض علوش عوض الحميدي المطيري مواليد دولة الكويت (1957)، نائب سابق في مجلس الامة الكويتي، شارك في انتخابات مجلس الأمة الكويتي عام 1992 (كإسلامي مستقل) وفاز بالعضوية عن الدائرة الثانية والعشرون - الرقة - وحصل على (1274) صوت وحصل علي المركز الأول، وفاز بالانتخابات، كما شارك بانتخابات مجلس الامة الكويتي عام 1996 وحصل على (1647) صوت وحصل علي المركز الثاني، وفاز بالانتخابات.

## سيرة ذاتية
قبل دخوله المعترك السياسي عمل في بداية حياته الوظيفية في وزارة التجارة - منطقة الشعيبة الصناعية - ومن ثم اتجه الي مؤسسة البترول الكويتية، ثم انتقل الي مؤسسة الخطوط الجوية الكويتية، حاصل علي ماجستير علوم شرعية - خدمة اجتماعية - من جامعة الازهر، وكان من ضمن تكتل النواب في مجلس 1992 واحد طارحي الثقة بالوزير أحمد الربعي في جلسة طرح الثقة عام 1995، وفي مجلس عام 1996 أيضا كان من نواب طرح الثقة بالوزير سعود الناصر الصباح في جلسة مجلس الامة 1998.